# Trimma rubromaculatus
Trimma rubromaculatus és una espècie de peix de la família dels gòbids i de l'ordre dels perciformes.

## Morfologia
- Els mascles poden assolir 3,5 cm de longitud total.[3][4]

## Hàbitat
És un peix marí de clima tropical i associat als esculls de corall fins als 22-50 m de fondària.

## Distribució geogràfica
Es troba a l'oest del Pacífic.